# 氯丁橡胶
氯丁橡胶（CR, Chloroprene rubber）又称氯丁二烯橡胶，新平橡膠，是氯丁二烯（即2-氯-1,3-丁二烯）为主要原料进行α-聚合生成的弹性体。
它由杜邦公司（DuPont）的华莱士·卡罗瑟斯（Wallace Hume Carothers）于1930年4月17日首先制得，杜邦于1931年11月公开宣布已经发明氯丁橡胶，并于1937年正式推向市场，使氯丁橡胶成为第一个实行工业化生产的合成橡胶品种。

## 性质
外观为乳白色、米黄色或浅棕色的片状或块状物，密度1.23~1.25ｇ/㎤，玻璃化温度-40℃~-50℃，碎化点-35℃，软化点约80℃，230℃~260℃分解。溶于氯仿、苯等有机溶剂，在植物油和矿物油中溶胀而不溶解。
有良好的物理机械性能，耐油、耐热、耐燃、耐日光、耐臭氧、耐酸碱侵蝕、耐化学试剂溶解，但缺点是耐寒性和贮存稳定性较差。

## 应用
- CR122型氯丁橡胶：传动带、运输带、电线电缆、耐油胶板、耐油胶管、密封材料等橡胶制品。[2]
- CR232型氯丁橡胶：电缆护套、耐油胶管、橡胶密封件、粘合剂等。[2]
- CR2441 2442型氯丁橡胶：粘合剂生产的原料，用于金属、木材、橡胶、皮革等材料的粘接。[2]
- CR321 322型氯丁橡胶：电缆、胶板、普通和耐油胶管、耐油胶靴、导风筒、雨布、帐篷布、传送带、输送带、橡胶密封件、农用胶囊气垫、救生艇等。[2]